# Lista de representantes permanentes nas Nações Unidas
A lista de representantes permanentes nas Nações Unidas inclui os representantes permanentes dos Estados membros e observadores dos Estados não membros, bem como das organizações internacionais, acreditados na Organização das Nações Unidas (ONU).
A ONU tem a sua sede na cidade de Nova Iorque.
| Estado ou Organização | Entidade | Entidade                  | Representante permanente (Chefe de missão) | Cargo                        | Credenciais ou nomeações | Antecessores |
| --------------------- | -------- | ------------------------- | ------------------------------------------ | ---------------------------- | ------------------------ | ------------ |
| Estado-membro         |          | Afeganistão               | Mahmoud Saikal                             | Representante permanente     | 2015-10-27               | Lista        |
| Estado-membro         |          | África do Sul             | Jerry Matthews Matjila                     | Representante permanente     | 2016-07-05               | Lista        |
| Estado-membro         |          | Albânia                   | Besiana Kadare                             | Representante permanente     | 2016-06-30               | Lista        |
| Estado-membro         |          | Alemanha                  | Harald Braun                               | Representante permanente     | 2014-03-14               | Lista        |
| Estado-membro         |          | Andorra                   | Elisenda Vives Balmaña                     | Representante permanente     | 2015-11-03               | Lista        |
| Estado-membro         |          | Angola                    | Gaspar Martins                             | Representante permanente     | 2001-05-23               | Lista        |
| Estado-membro         |          | Antígua e Barbuda         | Walton Alfonso Webson                      | Representante permanente     | 2014-12-17               | Lista        |
| Estado-membro         |          | Arábia Saudita            | Abdallah Y. Al-Mouallimi                   | Representante permanente     | 2011-06-23               | Lista        |
| Estado-membro         |          | Argélia                   | Sabri Boukadoum                            | Representante permanente     | 2014-03-14               | Lista        |
| Estado-membro         |          | Argentina                 | Martín Garcia Moritán                      | Representante permanente     | 2016-02-16               | Lista        |
| Estado-membro         |          | Arménia                   | Zohrab Mnatsakanian                        | Representante permanente     | 2014-06-10               | Lista        |
| Estado-membro         |          | Austrália                 | Gillian Bird                               | Representante permanente     | 2015-02-17               | Lista        |
| Estado-membro         |          | Áustria                   | Jan Kickert                                | Representante permanente     | 2015-09-08               | Lista        |
| Estado-membro         |          | Azerbaijão                | Yaşar Aliyev                               | Representante permanente     | 2014-06-10               | Lista        |
| Estado-membro         |          | Bahamas                   | Elliston Rahming                           | Representante permanente     | 2013-09-13               | Lista        |
| Estado-membro         |          | Bangladesh                | Masud Bin Momen                            | Representante permanente     | 2015-11-24               | Lista        |
| Estado-membro         |          | Barbados                  | Keith Hamilton Lewellyn Marshall           | Representante permanente     | 2015-04-22               | Lista        |
| Estado-membro         |          | Barém                     | Jamal Fares Alrowaiei                      | Representante permanente     | 2011-09-14               | Lista        |
| Estado-membro         |          | Bélgica                   | Marc Pecsteen de Buytswerve                | Representante permanente     | 2016-08-22               | Lista        |
| Estado-membro         |          | Belize                    | Lois Michele Young                         | Representante permanente     | 2012-09-19               | Lista        |
| Estado-membro         |          | Benim                     | Jean-Claude F. do Rego                     | Representante permanente     | 2016-09-16               | Lista        |
| Estado-membro         |          | Bielorrússia              | Andrei Dapkiunas                           | Representante permanente     | 2012-01-04               | Lista        |
| Estado-membro         |          | Bolívia                   | Sacha Llorenti                             | Representante permanente     | 2012-09-19               | Lista        |
| Estado-membro         |          | Bósnia e Herzegovina      | Miloš Vukašinović                          | Representante permanente     | 2015-08-13               | Lista        |
| Estado-membro         |          | Botswana                  | Charles Thembani Ntwaagae                  | Representante permanente     | 2008-07-31               | Lista        |
| Estado-membro         |          | Brasil                    | Mauro Vieira                               | Representante permanente     | 2016-11-11               | Lista        |
| Estado-membro         |          | Brunei                    | Abdul Ghafar Ismail                        | Representante permanente     | 2013-03-28               | Lista        |
| Estado-membro         |          | Bulgária                  | Georgi Velikov Panayotov                   | Representante permanente     | 2016-09-09               | Lista        |
| Estado-membro         |          | Burkina Faso              | Yemdaogo Eric Tiare                        | Representante permanente     | 2015-12-21               | Lista        |
| Estado-membro         |          | Burundi                   | Albert Shingiro                            | Representante permanente     | 2014-09-04               | Lista        |
| Estado-membro         |          | Butão                     | Kunzang Choden Namgyel                     | Representante permanente     | 2014-02-25               | Lista        |
| Estado-membro         |          | Cabo Verde                | José Luís Fialho Rocha                     | Representante permanente     | 2016-12-05               | Lista        |
| Estado-membro         |          | Camarões                  | Michel Tommo Monthé                        | Representante permanente     | 2008-09-08               | Lista        |
| Estado-membro         |          | Camboja                   | Ry Tuy                                     | Representante permanente     | 2014-02-28               | Lista        |
| Estado-membro         |          | Canadá                    | Marc-André Blanchard                       | Representante permanente     | 2016-04-12               | Lista        |
| Estado-membro         |          | Catar                     | Alya bint Ahmed Al Thani                   | Representante permanente     | 2013-10-24               | Lista        |
| Estado-membro         |          | Cazaquistão               | Kairat Abdrakhmanov                        | Representante permanente     | 2014-01-09               | Lista        |
| Estado-membro         |          | Chade                     | Mahamat Zene Cherif                        | Representante permanente     | 2013-09-13               | Lista        |
| Estado-membro         |          | Chéquia                   | Marie Chatardová                           | Representante permanente     | 2016-08-02               | Lista        |
| Estado-membro         |          | Chile                     | Cristián Barros                            | Representante permanente     | 2014-04-16               | Lista        |
| Estado-membro         |          | China                     | Liu Jieyi                                  | Representante permanente     | 2013-09-03               | Lista        |
| Estado-membro         |          | Chipre                    | Nicholas Emiliou                           | Representante permanente     | 2012-04-09               | Lista        |
| Estado-membro         |          | Colômbia                  | Maria Emma Mejía Vélez                     | Representante permanente     | 2014-02-25               | Lista        |
| Estado-membro         |          | Comores                   | Mohamed Soilihi Soilih                     | Representante permanente     | 2014-11-05               | Lista        |
| Estado-membro         |          | Congo, Rep.               | Raymond-Serge Balé                         | Representante permanente     | 2008-11-11               | Lista        |
| Estado-membro         |          | Congo, Rep. Dem.          | Ignace Gata Mavita wa Lufuta               | Representante permanente     | 2012-09-05               | Lista        |
| Estado-membro         |          | Coreia do Norte           | Ja Song Nam                                | Representante permanente     | 2014-02-28               | Lista        |
| Estado-membro         |          | Coreia do Sul             | Cho Tae-yul                                | Representante permanente     | 2016-12-05               | Lista        |
| Estado-membro         |          | Costa do Marfim           | Claude Stanislas Bouah-Kamon               | Representante permanente     | 2015-05-11               | Lista        |
| Estado-membro         |          | Costa Rica                | Juan Carlos Mendoza García                 | Representante permanente     | 2014-09-04               | Lista        |
| Estado-membro         |          | Croácia                   | Vladimir Drobnjak                          | Representante permanente     | 2013-08-05               | Lista        |
| Estado-membro         |          | Cuba                      | Rodolfo Reyes Rodríguez                    | Representante permanente     | 2013-02-04               | Lista        |
| Estado-membro         |          | Dinamarca                 | Ib Petersen                                | Representante permanente     | 2013-08-05               | Lista        |
| Estado-membro         |          | Djibouti                  | Mohamed Siad Doualeh                       | Representante permanente     | 2015-11-24               | Lista        |
| Estado-membro         |          | Domínica                  | Loreen Ruth Bannis-Roberts                 | Representante permanente     | 2016-08-22               | Lista        |
| Estado-membro         |          | Egito                     | Amr Abdellatif Aboulatta                   | Representante permanente     | 2014-09-04               | Lista        |
| Estado-membro         |          | El Salvador               | Rubén Ignacio Zamora Rivas                 | Representante permanente     | 2014-08-13               | Lista        |
| Estado-membro         |          | Emirados Árabes Unidos    | Lana Zaki Nusseibeh                        | Representante permanente     | 2013-09-18               | Lista        |
| Estado-membro         |          | Equador                   | Horacio Sevilla Borja                      | Representante permanente     | 2016-06-09               | Lista        |
| Estado-membro         |          | Eritreia                  | Amanuel Giorgio                            | Encarregado de negócios a.i. | -                        | Lista        |
| Estado-membro         |          | Eslováquia                | František Ružička                          | Representante permanente     | 2012-09-05               | Lista        |
| Estado-membro         |          | Eslovénia                 | Andrej Logar                               | Representante permanente     | 2013-09-03               | Lista        |
| Estado-membro         |          | Espanha                   | Román Oyarzun Marchesi                     | Representante permanente     | 2014-01-09               | Lista        |
| Estado-membro         |          | Estados Unidos            | Linda Thomas-Greenfield                    | Representante permanente     | 2021-02-23               | Lista        |
| Estado-membro         |          | Estónia                   | Sven Jürgenson                             | Representante permanente     | 2015-08-13               | Lista        |
| Estado-membro         |          | Etiópia                   | Tekeda Alemu                               | Representante permanente     | 2011-01-24               | Lista        |
| Estado-membro         |          | Fiji                      | Peter Thomson                              | Representante permanente     | 2010-03-04               | Lista        |
| Estado-membro         |          | Filipinas                 | Lourdes Ortiz Yparraguirre                 | Representante permanente     | 2015-04-22               | Lista        |
| Estado-membro         |          | Finlândia                 | Kai Jürgen Mikael Sauer                    | Representante permanente     | 2014-08-19               | Lista        |
| Estado-membro         |          | França                    | Jérôme Bonnafont                           | Representante permanente     | 2025-02-20               | Lista        |
| Estado-membro         |          | Gabão                     | Baudelaire Ndong Ella                      | Representante permanente     | 2015-07-31               | Lista        |
| Estado-membro         |          | Gâmbia                    | Mamadou Tangara                            | Representante permanente     | 2013-09-18               | Lista        |
| Estado-membro         |          | Gana                      | Martha Ama Akyaa Pobee                     | Representante permanente     | 2015-07-31               | Lista        |
| Estado-membro         |          | Geórgia                   | Kaha Imnadze                               | Representante permanente     | 2013-07-23               | Lista        |
| Estado-membro         |          | Granada                   | Keisha A. McGuire                          | Representante permanente     | 2016-04-12               | Lista        |
| Estado-membro         |          | Grécia                    | Catherine Boura                            | Representante permanente     | 2015-03-10               | Lista        |
| Estado-membro         |          | Guatemala                 | Jorge Skinner-Klée                         | Representante permanente     | 2016-09-09               | Lista        |
| Estado-membro         |          | Guiana                    | Rudolph Michael Ten-Pow                    | Representante permanente     | 2016-08-22               | Lista        |
| Estado-membro         |          | Guiné                     | Mamadi Touré                               | Representante permanente     | 2011-09-14               | Lista        |
| Estado-membro         |          | Guiné-Bissau              | João Soares da Gama                        | Representante permanente     | 2010-08-13               | Lista        |
| Estado-membro         |          | Guiné Equatorial          | Anatolio Ndong Mba                         | Representante permanente     | 2010-01-07               | Lista        |
| Estado-membro         |          | Haiti                     | Denis Régis                                | Representante permanente     | 2013-07-23               | Lista        |
| Estado-membro         |          | Honduras                  | Mary Elizabeth Flores                      | Representante permanente     | 2010-04-29               | Lista        |
| Estado-membro         |          | Hungria                   | Katalin Bogyay                             | Representante permanente     | 2015-01-20               | Lista        |
| Estado-membro         |          | Iémen                     | Khaled Hussein Alyemany                    | Representante permanente     | 2015-01-20               | Lista        |
| Estado-membro         |          | Ilhas Marshall            | Amatlain Elizabeth Kabua                   | Representante permanente     | 2016-07-05               | Lista        |
| Estado-membro         |          | Ilhas Salomão             | Colin Beck                                 | Representante permanente     | 2003-11-26               | Lista        |
| Estado-membro         |          | Índia                     | Syed Akbaruddin                            | Representante permanente     | 2016-01-25               | Lista        |
| Estado-membro         |          | Indonésia                 | Dian Triansyah Djani                       | Representante permanente     | 2016-04-12               | Lista        |
| Estado-membro         |          | Irão                      | Gholamali Khoshroo                         | Representante permanente     | 2015-02-17               | Lista        |
| Estado-membro         |          | Iraque                    | Mohamed Ali Alhakim                        | Representante permanente     | 2013-05-03               | Lista        |
| Estado-membro         |          | Irlanda                   | David Donoghue                             | Representante permanente     | 2013-09-13               | Lista        |
| Estado-membro         |          | Islândia                  | Einar Gunnarsson                           | Representante permanente     | 2015-01-20               | Lista        |
| Estado-membro         |          | Israel                    | Danny Danon                                | Representante permanente     | 2015-10-19               | Lista        |
| Estado-membro         |          | Itália                    | Sebastiano Cardi                           | Representante permanente     | 2013-09-20               | Lista        |
| Estado-membro         |          | Jamaica                   | Courtenay Rattray                          | Representante permanente     | 2013-06-25               | Lista        |
| Estado-membro         |          | Japão                     | Koro Bessho                                | Representante permanente     | 2016-06-22               | Lista        |
| Estado-membro         |          | Jordânia                  | Sima Sami Bahous                           | Representante permanente     | 2016-08-22               | Lista        |
| Estado-membro         |          | Kiribati                  | Makurita Baaro                             | Representante permanente     | 2013-08-19               | Lista        |
| Estado-membro         |          | Kuwait                    | Mansour Al-Otaibi                          | Representante permanente     | 2010-03-04               | Lista        |
| Estado-membro         |          | Laos                      | Khiane Phansourivong                       | Representante permanente     | 2014-04-16               | Lista        |
| Estado-membro         |          | Lesoto                    | Kelebone Maope                             | Representante permanente     | 2013-06-25               | Lista        |
| Estado-membro         |          | Letónia                   | Jānis Mažeiks                              | Representante permanente     | 2013-09-03               | Lista        |
| Estado-membro         |          | Líbano                    | Nawaf Salam                                | Representante permanente     | 2007-07-13               | Lista        |
| Estado-membro         |          | Libéria                   | Lewis G. Brown                             | Representante permanente     | 2016-06-30               | Lista        |
| Estado-membro         |          | Líbia                     | Elmahdi S. Elmajerbi                       | Encarregado de negócios a.i. | -                        | Lista        |
| Estado-membro         |          | Liechtenstein             | Christian Wenaweser                        | Representante permanente     | 2002-10-01               | Lista        |
| Estado-membro         |          | Lituânia                  | Raimonda Murmokaitė                        | Representante permanente     | 2012-10-25               | Lista        |
| Estado-membro         |          | Luxemburgo                | Christian Braun                            | Representante permanente     | 2016-09-09               | Lista        |
| Estado-membro         |          | Macedónia, Rep.           | Vasile Andonoski                           | Representante permanente     | 2014-03-14               | Lista        |
| Estado-membro         |          | Madagáscar                | Zina Andrianarivelo-Razafy                 | Representante permanente     | 2002-09-09               | Lista        |
| Estado-membro         |          | Malásia                   | Ramlan Bin Ibrahim                         | Representante permanente     | 2015-04-22               | Lista        |
| Estado-membro         |          | Malawi                    | Necton D. Mhura                            | Representante permanente     | 2016-09-09               | Lista        |
| Estado-membro         |          | Maldivas                  | Ahmed Sareer                               | Representante permanente     | 2012-12-20               | Lista        |
| Estado-membro         |          | Mali                      | Issa Konfourou                             | Representante permanente     | 2016-09-09               | Lista        |
| Estado-membro         |          | Malta                     | Carmelo Inguanez                           | Representante permanente     | 2016-07-05               | Lista        |
| Estado-membro         |          | Marrocos                  | Omar Hilale                                | Representante permanente     | 2014-04-23               | Lista        |
| Estado-membro         |          | Maurícia                  | Jagdish Dharamchand Koonjul                | Representante permanente     | 2015-11-24               | Lista        |
| Estado-membro         |          | Mauritânia                | Mohamed Lemine El Haycen                   | Representante permanente     | 2016-02-16               | Lista        |
| Estado-membro         |          | México                    | Juan José Gómez Camacho                    | Representante permanente     | 2016-02-16               | Lista        |
| Estado-membro         |          | Micronésia, Est. Fed.     | Jane Jimmy Chigiyal                        | Representante permanente     | 2011-12-02               | Lista        |
| Estado-membro         |          | Moçambique                | António Gumende                            | Representante permanente     | 2011-10-20               | Lista        |
| Estado-membro         |          | Moldávia                  | Vladimir Lupan                             | Representante permanente     | 2012-01-18               | Lista        |
| Estado-membro         |          | Mónaco                    | Isabelle Picco                             | Representante permanente     | 2009-09-11               | Lista        |
| Estado-membro         |          | Mongólia                  | Sukhee Sukhbold                            | Representante permanente     | 2015-07-31               | Lista        |
| Estado-membro         |          | Montenegro                | Željko Perović                             | Representante permanente     | 2015-05-11               | Lista        |
| Estado-membro         |          | Myanmar                   | Hau Do Suan                                | Representante permanente     | 2016-07-05               | Lista        |
| Estado-membro         |          | Namíbia                   | Wilfried Emvula                            | Representante permanente     | 2010-08-31               | Lista        |
| Estado-membro         |          | Nauru                     | Marlene Moses                              | Representante permanente     | 2005-03-30               | Lista        |
| Estado-membro         |          | Nepal                     | Durga Prasad Bhattarai                     | Representante permanente     | 2013-08-19               | Lista        |
| Estado-membro         |          | Nicarágua                 | María Rubiales de Chamorro                 | Representante permanente     | 2007-07-13               | Lista        |
| Estado-membro         |          | Níger                     | Abdallah Wafy                              | Representante permanente     | 2015-09-08               | Lista        |
| Estado-membro         |          | Nigéria                   | Anthony Bosah                              | Encarregado de negócios a.i. | -                        | Lista        |
| Estado-membro         |          | Noruega                   | Geir O. Pedersen                           | Representante permanente     | 2012-09-05               | Lista        |
| Estado-membro         |          | Nova Zelândia             | Gerard van Bohemen                         | Representante permanente     | 2015-05-11               | Lista        |
| Estado-membro         |          | Omã                       | Khalifa Ali Issa Al Harthy                 | Representante permanente     | 2016-09-09               | Lista        |
| Estado-membro         |          | Países Baixos             | Karel van Oosterom                         | Representante permanente     | 2013-08-05               | Lista        |
| Estado-membro         |          | Palau                     | Caleb Otto                                 | Representante permanente     | 2013-09-03               | Lista        |
| Estado-membro         |          | Panamá                    | Melitón Alejandro Arrocha Ruizs            | Representante permanente     | 2018                     | Lista        |
| Estado-membro         |          | Papua-Nova Guiné          | Max Hufanen Rai                            | Representante permanente     | 2016-06-09               | Lista        |
| Estado-membro         |          | Paquistão                 | Maleeha Lodhi                              | Representante permanente     | 2015-03-10               | Lista        |
| Estado-membro         |          | Paraguai                  | Federico Alberto González Franco           | Representante permanente     | 2015-01-20               | Lista        |
| Estado-membro         |          | Peru                      | Gustavo Meza-Cuadra Velásquez              | Representante permanente     | 2013-10-24               | Lista        |
| Estado-membro         |          | Polónia                   | Bogusław Winid                             | Representante permanente     | 2014-09-04               | Lista        |
| Estado-membro         |          | Portugal                  | Álvaro Mendonça e Moura                    | Representante permanente     | 2013-04-16               | Lista        |
| Estado-membro         |          | Quénia                    | Macharia Kamau                             | Representante permanente     | 2010-12-16               | Lista        |
| Estado-membro         |          | Quirguistão               | Mirgul Moldoisaeva                         | Representante permanente     | 2016-04-12               | Lista        |
| Estado-membro         |          | Reino Unido               | Matthew Rycroft                            | Representante permanente     | 2015-04-27               | Lista        |
| Estado-membro         |          | República Centro-Africana | Ambroisine Kpongo                          | Representante permanente     | 2014-09-19               | Lista        |
| Estado-membro         |          | República Dominicana      | Francisco Antonio Cortorreal               | Representante permanente     | 2014-04-16               | Lista        |
| Estado-membro         |          | Roménia                   | Ion Jinga                                  | Representante permanente     | 2015-08-13               | Lista        |
| Estado-membro         |          | Ruanda                    | Valentine Rugwabiza                        | Representante permanente     | 2016-11-11               | Lista        |
| Estado-membro         |          | Rússia                    | Vasily Nebenzya                            | Representante permanente     | 2017-07-28               | Lista        |
| Estado-membro         |          | Samoa                     | Ali’ioaiga Feturi Elisaia                  | Representante permanente     | 2003-09-18               | Lista        |
| Estado-membro         |          | San Marino                | Damiano Beleffi                            | Representante permanente     | 2016-08-22               | Lista        |
| Estado-membro         |          | Santa Lúcia               | Menissa Rambally                           | Representante permanente     | 2012-06-06               | Lista        |
| Estado-membro         |          | São Cristóvão e Neves     | Sam Condor                                 | Representante permanente     | 2015-10-27               | Lista        |
| Estado-membro         |          | São Tomé e Príncipe       | Carlos Filomeno Agostinho das Neves        | Representante permanente     | 2012-09-19               | Lista        |
| Estado-membro         |          | São Vicente e Granadinas  | Inga Rhonda King                           | Representante permanente     | 2013-09-13               | Lista        |
| Estado-membro         |          | Seicheles                 | Marie-Louise Potter                        | Representante permanente     | 2012-09-05               | Lista        |
| Estado-membro         |          | Senegal                   | Fodé Seck                                  | Representante permanente     | 2014-09-19               | Lista        |
| Estado-membro         |          | Serra Leoa                | Adikalie Foday Sumah                       | Representante permanente     | 2016-09-09               | Lista        |
| Estado-membro         |          | Sérvia                    | Milan Milanović                            | Representante permanente     | 2013-08-19               | Lista        |
| Estado-membro         |          | Singapura                 | Burhan Gafoor                              | Representante permanente     | 2016-08-22               | Lista        |
| Estado-membro         |          | Síria                     | Bashar Ja’afari                            | Representante permanente     | 2006-07-31               | Lista        |
| Estado-membro         |          | Somália                   | Yusuf‑Garaad Omar                          | Representante permanente     | 2016-11-11               | Lista        |
| Estado-membro         |          | Sri Lanka                 | Amrith Rohan Perera                        | Representante permanente     | 2015-04-22               | Lista        |
| Estado-membro         |          | Suazilândia               | Zwelethu Mnisi                             | Representante permanente     | 2010-08-24               | Lista        |
| Estado-membro         |          | Sudão                     | Omer Dahab Fadl Mohamed                    | Representante permanente     | 2015-09-08               | Lista        |
| Estado-membro         |          | Sudão do Sul              | Akuei Bona Malwal                          | Representante permanente     | 2016-07-05               | Lista        |
| Estado-membro         |          | Suécia                    | Olof Skoog                                 | Representante permanente     | 2015-03-10               | Lista        |
| Estado-membro         |          | Suíça                     | Jürg Lauber                                | Representante permanente     | 2015-09-08               | Lista        |
| Estado-membro         |          | Suriname                  | Henry L. Mac-Donald                        | Representante permanente     | 2016-10-21               | Lista        |
| Estado-membro         |          | Tailândia                 | Virachai Plasai                            | Representante permanente     | 2015-03-10               | Lista        |
| Estado-membro         |          | Tajiquistão               | Mahmadamin Mahmadaminov                    | Representante permanente     | 2014-02-25               | Lista        |
| Estado-membro         |          | Tanzânia                  | Tuvako Manongi                             | Representante permanente     | 2012-09-19               | Lista        |
| Estado-membro         |          | Timor-Leste               | Maria Helena Lopes de Jesus Pires          | Representante permanente     | 2016-04-12               | Lista        |
| Estado-membro         |          | Togo                      | Kokou Kpayedo                              | Representante permanente     | 2016-06-30               | Lista        |
| Estado-membro         |          | Tonga                     | Mahe ’Uli’uli Sandhurst Tupouniua          | Representante permanente     | 2013-08-19               | Lista        |
| Estado-membro         |          | Trindade e Tobago         | Pennelope Althea Beckles                   | Representante permanente     | 2016-08-22               | Lista        |
| Estado-membro         |          | Tunísia                   | Nabil Ammar                                | Representante permanente     | 2025-03-25               | Lista        |
| Estado-membro         |          | Turquemenistão            | Aksoltan Ataýewa                           | Representante permanente     | 1995-02-23               | Lista        |
| Estado-membro         |          | Turquia                   | Feridun Hadi Sinirlioǧlu                   | Representante permanente     | 2016-10-21               | Lista        |
| Estado-membro         |          | Tuvalu                    | Aunese Simati                              | Representante permanente     | 2012-12-20               | Lista        |
| Estado-membro         |          | Ucrânia                   | Volodymyr Yelchenko                        | Representante permanente     | 2016-01-04               | Lista        |
| Estado-membro         |          | Uganda                    | Richard Nduhuura                           | Representante permanente     | 2013-05-15               | Lista        |
| Estado-membro         |          | Uruguai                   | Elbio Rosselli                             | Representante permanente     | 2015-12-21               | Lista        |
| Estado-membro         |          | Usbequistão               | Muzaffarbek Madrakhimov                    | Representante permanente     | 2014-04-23               | Lista        |
| Estado-membro         |          | Vanuatu                   | Odo Tevi                                   | Representante permanente     | 2014-08-13               | Lista        |
| Estado-membro         |          | Venezuela                 | Rafael Ramírez Carreño                     | Representante permanente     | 2015-01-16               | Lista        |
| Estado-membro         |          | Vietname                  | Nguyen Phuong Nga                          | Representante permanente     | 2014-11-05               | Lista        |
| Estado-membro         |          | Zâmbia                    | Mwaba Kasese-Bota                          | Representante permanente     | 2012-02-10               | Lista        |
| Estado-membro         |          | Zimbabwe                  | Frederick Musiiwa Makamure Shava           | Representante permanente     | 2014-09-19               | Lista        |
| Estado observador     |          | Palestina                 | Riyad Mansour                              | Observador permanente        | 2005-10-05               | Lista        |
| Estado observador     |          | Santa Sé                  | Bernardito Auza                            | Observador permanente        | 2014-09-19               | Lista        |
| Organização           |          | APM                       | Qazi Shaukat Fareed                        | Observador permanente        | 2015-07-31               | Lista        |
| Organização           |          | CARICOM                   | A. Missouri Sherman-Peter                  | Observador permanente        | 2014-11-05               | Lista        |
| Organização           |          | CCG                       | Abdulaziz Abdulrahman Alammar              | Observador permanente        | 2014-08-19               | Lista        |
| Organização           |          | CEDEAO                    | Tanou Koné                                 | Observador permanente        | 2015-02-17               | Lista        |
| Organização           |          | CICV                      | Philip Spoerri                             | Observador permanente        | 2014-12-17               | Lista        |
| Organização           |          | COI                       | Mario Pescante                             | Observador permanente        | 2010-03-15               | Lista        |
| Organização           |          | FICV                      | Alasan Senghore                            | Observador permanente        | 2016-06-09               | Lista        |
| Organização           |          | Interpol                  | William Elliott                            | Representante especial       | 2011-12-02               | Lista        |
| Organização           |          | Liga Árabe                | Ahmed Amin Fathalla                        | Observador permanente        | 2012-10-12               | Lista        |
| Organização           |          | OCDE                      | Marcos Bonturi                             | Observador permanente        | 2016-08-02               | Lista        |
| Organização           |          | OCI                       | Ufuk Gokcen                                | Observador permanente        | 2010-06-04               | Lista        |
| Organização           |          | OEA                       | Gonzalo Koncke                             | Observador permanente        | 2016-01-25               | Lista        |
| Organização           |          | OIF                       | Paul R. Tiendrebeogo                       | Observador permanente        | 2014-11-05               | Lista        |
| Organização           |          | OIM                       | Ashraf El Nour                             | Observador permanente        | 2015-05-11               | Lista        |
| Organização           |          | OJCAA                     | Roy S. Lee                                 | Observador permanente        | 2009-11-09               | Lista        |
| Organização           |          | Ordem de Malta            | Oscar de Rojas                             | Observador permanente        | 2015-11-03               | Lista        |
| Organização           |          | PPD                       | Mohammad Nurul Alam                        | Observador permanente        | 2012-07-06               | Lista        |
| Organização           |          | UICN                      | David Chadwick O’Connor                    | Observador permanente        | 2015-11-24               | Lista        |
| Organização           |          | União Africana            | Téte António                               | Observador permanente        | 2009-11-09               | Lista        |
| Organização           |          | União Europeia            | João Vale de Almeida                       | Observador permanente        | 2015-11-03               | Lista        |
| Organização           |          | UIP                       | Paddy Torsney                              | Observador permanente        | 2014-04-16               | Lista        |
| Organização           |          | UPAZ                      | Narinder Kakar                             | Observador permanente        | 2009-03-16               | Lista        |